# Пресня (река)
Пре́сня (Синичка) — малая река в Пресненском районе города Москвы, левый приток Москвы-реки. С 1908 года заключена в подземный коллектор, верховья полностью уничтожены.

## Описание
Площадь водного бассейна Пресни составляет 12 км², длина — 4,5 км.
Исток Пресни находился в Горелом болоте, недалеко от платформы Гражданская Рижского направления Московской железной дороги. Река протекала в Петровском парке, пересекала Белорусское направление Московской железной дороги, шла по Новопресненскому переулку, вдоль Малой Грузинской улицы и проходила между Дружинниковской и Конюшковской улицами. Впадает в Москву-реку у Новоарбатского моста, недалеко от Смоленской набережной. В 1908 году Пресня была заключена в подземный коллектор, долину реки засыпали. В верховье толща насыпного грунта составляет 2 метра, в нижнем течении - до 6 метров. В 1930—1940 годы отвалами Метростроя был засыпан исток реки. Из Пресненских прудов сохранились только два пруда на территории зоопарка.
На берегах Пресни располагались Тверская-Ямская слобода, Грузинская слобода, деревня Кудрино и село Воскресенское.
Притоками Пресни были реки Кабанка, Кабаниха и Бубна, в советское время также заключённые в подземный коллектор.

## Этимология
Словацкое слово «пресны» означает «чистый», болгарское «пресен» — «свежий». Исходя из этого, Пресня — «река с чистой водой». Ранее в её бассейне находился источник Студонец, вода которого считалась самой чистой в Москве.
Второе название реки — Синичка — связано с синим цветом воды. Возможно, это наименование перенесено с левого притока Пресни — Бубны, также известной как Синичка.